# Hiernamaals

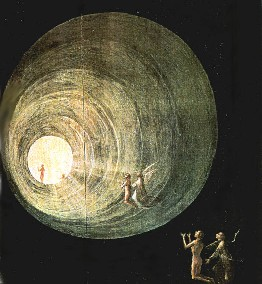

Het hiernamaals is een voorgestelde plaats of bestaanssfeer van een leven na de dood, meestal een eeuwig leven. Dit kan de hemel zijn, maar wordt afhankelijk van de cultuur ook anders benoemd en uitgebeeld. 'In het hiernamaals' wordt door spiritisten aangeduid als 'aan gene zijde'; in een context waarin wordt aangenomen dat iedereen daar na zijn dood terecht komt betekent 'aan gene zijde zijn' dus 'overleden zijn'.
In plaats van een hemel is er bijvoorbeeld soms sprake van een 'overzijde' van een grensrivier tussen leven en dood. Bij de Noord-Germanen is dat Gjöll, bij de Grieken Acheron, Cocytus of Styx. Behalve de al genoemde zijn er nog andere culturen die zich het dodenrijk voorstellen als door een rivier afgescheiden van het rijk der levenden.
Volgens de Griekse mythologie werd je na je dood door de god Hermes naar de rivier de Styx gebracht. Daar moest je de veerman, Charon, een obool (een soort muntstuk) geven om de rivier overgezet te worden. De obool werd bij de begrafenis van het lijk onder de tong gelegd. Wie niet werd begraven kon de rivier niet oversteken en was gedoemd eeuwig bij de oever rond te zwerven. Nadat je over de rivier was gebracht, moest je langs cerberus (Κερβερος), een driekoppige hond, die de toegang tot het dodenrijk bewaakte.
De Grieken dachten dat het dodenrijk een grote donkere ruimte was, diep onder de aarde, waar de schimmen van de gestorvenen rondzwierven. Alle gestorvenen hadden hetzelfde lot, maar er werd wel onderscheid gemaakt tussen de rechtvaardigen en de onrechtvaardigen. De onrechtvaardigen moesten in de Tartarus een eeuwigdurende straf uitvoeren.
Als je heel goed had geleefd, mocht je naar de Elyseïsche Velden. Daar was het altijd zomer en was alles mooi en vrolijk. Maar hier ging bijna niemand heen.
In sommige culturen komt geloof voor dat de mens meer dan één ziel heeft. Voorbeelden zijn Egypte en het oude China. Daar heerste de opvatting dat een van de zielen in of bij het graf bleef om offers te ontvangen, terwijl de andere ziel een land in het hiernamaals moest bezoeken.
De meeste joden geloven net als christenen dat een rechtvaardige ziel naar de Hemel gaat. Andere joden geloven in een reïncarnatie door meerdere levens. Weer een andere gelooft dat de ziel wacht op de komst van de Messias, de verlosser.
Als er een geloof in wedergeboorte bestaat is die plaats slechts een wachtruimte, waar de ziel vertoeft alvorens herboren of gereïncarneerd te worden.
Onder meer in openbaringsgodsdiensten vindt er in dat hiernamaals een gericht plaats met een ethische grondslag, waarbij de ziel gewogen wordt en het voorbije leven geëvalueerd wordt. De ziel wordt dan gevonnist in een soort goddelijke rechtspraak (symbool: de weegschaal). Uit de oudheid zijn een aantal verhalen bekend van straffen die boosdoeners moesten ondergaan, zoals de tantaluskwelling, sisyfusarbeid en 'het vat der Danaïden vullen. De katholieke geloofsleer kent het vagevuur of purgatorium waar zielen gereinigd worden van hun zonden.
Een andere voorstelling van het hiernamaals is 'Eilanden der zaligen', opgevat als een soort aards paradijs. Zo verhaalde het Soemerische Gilgamesj-epos over het eilandenrijk Dilmoen waar de 'Noach' van de zondvloed heengebracht was. In het oude Griekenland sprak men over de 'gelukzalige eilanden' (Grieks: makáron nèsoi, Latijn: insulae fortunatae). Deze zouden zich bevinden in de westelijke oceaan en gelijkgesteld worden met het Elysion waar uitverkorenen na hun dood verbleven. Ook Keltische mythen verhalen over paradijselijke fabellanden in de 'westelijke zee' (de Atlantische Oceaan). Deze voorstellingen zouden later in christelijke verhalen worden opgenomen zoals de legende van Sint Brandaan van wie verteld werd dat hij deze eilanden bezocht zou hebben.
Het geloof in een hiernamaals is reeds terug te vinden in de oudste menselijke geschriften. Archeologische opgravingen hebben aan het licht gebracht dat reeds de oermens in de prehistorie zijn doden begroef en in een soort van leven na de dood leek te geloven. In 1908 werden in een bij opgravingen blootgelegd prehistorisch graf stenen werktuigen als grafgiften aangetroffen en ook aangebrande dierenbotten die wezen op meegegeven geroosterd vlees als proviand voor een ingebeelde reis. Dit betrof de vondst van het neanderthaler-skelet te Le Moustier door Otto Hauser. Door deze vondst raakte meer bekend over de neanderthaler, evenals door het kort daarop eveneens in de Dordogne gevonden skelet van de "Oude man van La Chapelle-aux-Saints", dat eveneens een graf bleek te betreffen.